# Joel Spira
Joel Boris Spira, född 18 juli 1981 i Stockholm, är en svensk skådespelare.
Joel Spira utbildade sig vid Teaterhögskolan i Malmö. Därefter engagerades han vid bland annat Teater Västmanland och Örebro länsteater. Han har även medverkat i ett flertal produktioner på Stockholms stadsteater såsom Bröderna Lejonhjärta, Markurells i Wadköping och Apatiska för nybörjare. Spira fick sin första filmroll som braten Nippe i Snabba Cash där han bland annat spelade mot Joel Kinnaman. En roll han repriserade i uppföljaren Snabba Cash 2. På TV har han medverkat i produktioner som Hinsehäxan i rollen som Klotis, Anno 1790 i rollen som Freund och Solsidan. Ett bredare genombrott kom med den svensk-finländska TV-serien Tjockare än vatten (2014–2020) där han i tre säsonger spelade huvudrollen. Rollen ledde även till att Spira nominerades till Kristallen 2014 i kategorin Årets manliga skådespelare i en TV-produktion.
Vid Guldbaggegalan 2024 tilldelades Spira en guldbagge i kategorin Bästa manliga huvudroll för sin insats i dramafilmen Syndabocken.
Spira är gift och har tre barn.

## Filmer
- 2010 – Snabba Cash
- 2012 – Liv, lust o längtan
- 2012 – Indrivaren
- 2011 – Människor helt utan betydelse
- 2012 – Snabba Cash 2
- 2013 – Farliga drömmar
- 2014 – Stockholm Stories
- 2016 – Under pyramiden
- 2017 – Beck – Djävulens advokat
- 2018 – Halvdan Viking
- 2018 – Innan vintern kommer
- 2020 – Orca
- 2023 – Syndabocken
- 2025 – 7 steg

## TV-serier
- 2005 – Barda (TV-serie)
- 2011 – Anno 1790 (TV-serie)
- 2011 – Hinsehäxan (TV-serie)
- 2011 – Bibliotekstjuven (TV-serie)
- 2012 – Solsidan (TV-serie)
- 2014–2020 – Tjockare än vatten (TV-serie)
- 2015 – Ängelby (TV-serie)
- 2016 – Syrror (TV-serie) – gästroll
- 2018 – Sthlm Rekviem (TV-serie)
- 2020 – Top Dog (TV-serie)
- 2021 – Max Anger – With one eye open (TV-serie)
- 2021 – Den osannolika mördaren (TV-serie)
- 2021 – Bergman Island
- 2022 – Lea (TV-serie)
- 2022 – Kronprinsen som försvann (TV-serie)

## Teaterroller (ej komplett)
| År   | Roll                                                                                      | Produktion                                             | Regi                  | Teater                   |
| ---- | ----------------------------------------------------------------------------------------- | ------------------------------------------------------ | --------------------- | ------------------------ |
| 2005 | Isak Nina                                                                                 | Namn: Spielrein Sabina Kerstin Perski                  | Michaela Granit       | Stockholms stadsteater   |
| 2007 | Mowgli                                                                                    | Djungelboken Alexander Mørk-Eidem                      | Agneta Elers-Jarleman | Teater Västmanland       |
| 2008 | Adil Barfot, journalist                                                                   | Lejonets unge Frida Stéenhoff                          | Isabelle Moreau       | Örebro länsteater        |
| 2008 | Sagodramerna                                                                              | Strindbergs ospelbara                                  |                       | Stockholms stadsteater   |
| 2009 | Anders                                                                                    | Nu, i morgon! Annika Thor                              | Maria Löfgren         | Teater Västmanland       |
| 2009 | Jonatan Tengilsoldat                                                                      | Bröderna Lejonhjärta Astrid Lindgren                   | Daniel Lind Lagerlöf  | Stockholms stadsteater   |
| 2010 | Morten                                                                                    | Rött och grönt Astrid Saalbach                         | Hugo Hansén           | Stockholms stadsteater   |
| 2011 | Förste tiggaren Nödens andra budbärare En utmätningsman Dödens tredje budbärare Officeren | Jobs Lidande Hanoch Levin                              | Philip Zandén         | Judiska teatern          |
| 2012 | Johan Markurell                                                                           | Markurells Hjalmar Bergman                             | Philip Zandén         | Stockholms stadsteater   |
| 2013 | Medverkande                                                                               | Apatiska för nybörjare Jonas Hassen Khemiri            | Sara Giese            | Stockholms stadsteater   |
| 2013 | Medverkande                                                                               | Slutstadier Carl Johan Karlson och Johanna Emanuelsson | Carl Johan Karlson    | Stockholms stadsteater   |
| 2015 | Gösta Berling                                                                             | Gösta Berlings saga Selma Lagerlöf                     | Runar Hodne           | Kulturhuset Stadsteatern |
| 2015 | Struensee                                                                                 | Livläkarens besök Per Olov Enquist                     | Johanna Garpe         | Kulturhuset Stadsteatern |